# Rob Marshall

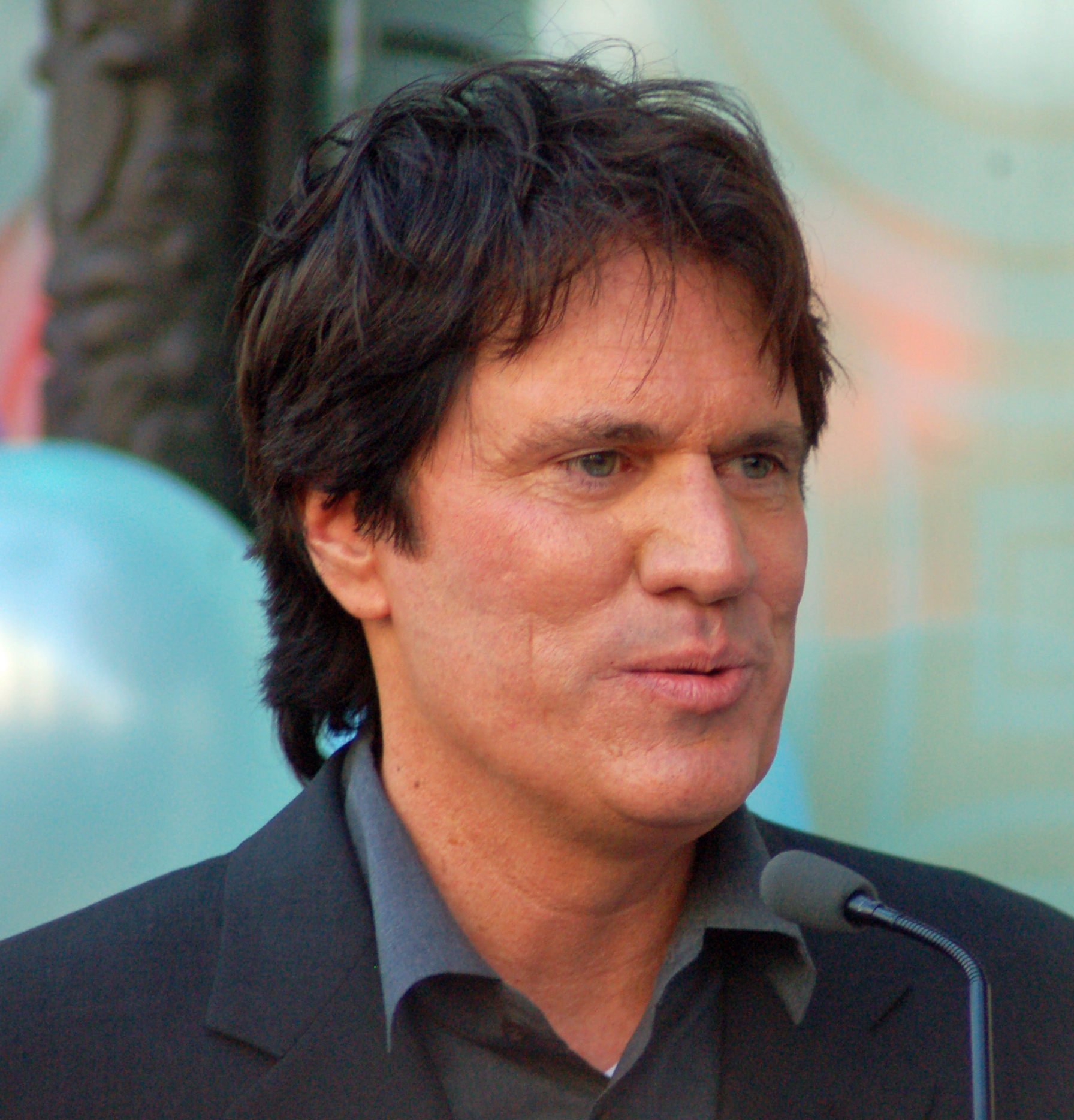
Marshall em 2011.

Robert Doyle Marshall Jr. (nascido em 17 de outubro de 1960 em Madison, Wisconsin), é um coreógrafo e diretor de cinema e de teatro estado-unidense. Foi responsável pela direção e coreografia do musical Chicago (2002), filme vencedor de seis prêmios Oscars, incluindo o de melhor filme do ano. Também foi responsável pela direção do filme Memórias de uma Gueixa (2005), adaptação do livro de mesmo nome de Arthur Golden vencedora de três Oscars.

## Filmografia
| Ano  | Filme                                                           | Notas                                                                                |
| ---- | --------------------------------------------------------------- | ------------------------------------------------------------------------------------ |
| 1995 | Victor/Victoria                                                 | filme televisivo, coreógrafo                                                         |
| 1996 | Mrs. Santa Claus                                                | filme televisivo, coreógrafo                                                         |
| 1997 | Rodgers and Hammerstein's Cinderella                            | filme televisivo, coreógrafo musical                                                 |
| 1999 | Annie                                                           | filme televisivo, diretor e coreógrafo                                               |
| 2001 | The Kennedy Center Honors: A Celebration of the Performing Arts | evento televisivo, diretor                                                           |
| 2002 | Chicago                                                         | diretor e coreógrafo, indicado ao Oscar de Melhor Diretor                            |
| 2005 | Memoirs of a Geisha                                             | diretor                                                                              |
| 2006 | Tony Bennett: An American Classic                               | filme televisivo, diretor, produtor executivo, co-coreógrafo                         |
| 2009 | Nine                                                            | diretor, produtor, co-coreógrafo, indicado para o Satellite Awards de Melhor Diretor |
| 2011 | Pirates of the Caribbean: On Stranger Tides                     | diretor, produtor                                                                    |
| 2014 | Into the Woods                                                  | diretor, produtor                                                                    |
| 2018 | Mary Poppins Returns                                            | diretor, produtor                                                                    |
| 2023 | A Pequena Sereia (filme live-action)                            | diretor, produtor                                                                    |